# Paweł Edmund Strzelecki
Paweł Edmund Strzelecki (prononcé en polonais : /ˈpavɛw ˈɛdmunt stʂɛˈlɛt͡skʲi/), également connu sous le nom de Sir Paul Edmond de Strzelecki (né le 20 juillet 1797 à Głuszyna et mort le 6 octobre 1873 à Londres), est un explorateur, géologue et philanthrope polonais. Autodidacte devenu membre de Royal Geographical Society, il est surtout connu pour ses explorations et découvertes géologiques en Australie.

## Jeunesse
Paweł Edmund Strzelecki est né en 1797 à Głuszyna près de Poznań sur le territoire polonais alors sous la domination prussienne. Il était le troisième enfant de Franciszek Strzelecki, gentilhomme polonais et propriétaire terrien, et de sa femme, Anna Raczyńska. Plus tard, en Australie, Strzelecki prendra le titre de 'comte', mais on ne sait pas si ce titre lui appartenait. Strzelecki va à l'école à Varsovie puis passe du temps à Cracovie. Vers l'âge de 21 ans, il entre dans l'armée prussienne, mais n'aime pas la discipline stricte qui y est appliquée et en démissionne. Nous avons très peu de documents de cette époque de sa vie.
C'est probablement avec de l'argent hérité après la mort de ses parents qu'il réalise ses premiers voyages. Il visite alors l'Autriche, la Tchéquie, la Suisse, l'Italie et la Dalmatie. En Italie il fait connaissance du prince polonais Franciszek Sapieha qui se prend de sympathie pour le jeune homme et lui confie la charge de sa grande propriété près de Mohylew. Strzelecki a alors environ 26 ans et semble avoir mené à bien ses fonctions. À la mort du prince en 1829, Strzelecki hérite de son employeur reconnaissant une somme qui lui permettra de financer tous ses voyages autour du monde.
Strzelecki tombe amoureux d'une fille issue d'une grande noblesse, Aleksandra Katarzyna Turno (Adyna), mais le père Turno ne donne pas son consentement à cette union, préférant pour sa fille un candidat plus fortuné. Certaines sources prétendent que les amoureux tentent de s'enfuir, mais qu'Adyna est rattrapée en allant à leur rendez-vous. Ce mélodrame serait à l'origine de l'exil définitif de Strzelecki qui quitte la Pologne à jamais en 1829. Strzelecki échangera des lettres avec Adyna pendant 40 ans. Ni Strzelecki ni Adyna n’ont jamais contracté de mariage (et ils ne se reverront qu'en 1866 à Genève.)

## Explorations et découvertes
Il va en France, ensuite s'embarque pour l'Angleterre. Le 8 juin 1834, il quitte Liverpool pour New York.

### Amérique du Nord
En 1834-1835 Strzelecki mène pendant un an et demi des recherches géologiques et minéralogiques dans les régions montagneuses des Appalaches et des recherches agrobiologiques dans les États de Virginie, du Maryland, de New York, de l'Illinois et de l'Ohio. Au Canada, il poursuit l'exploration géologique dans les provinces de l'Ontario et du Québec, ainsi que dans les Grands Lacs canadiens, où il aurait découvert un gisement de minerai de cuivre (au bord du lac Ontario). Il s’intéresse et étudie la conservation des sols et analyse la teneur en gluten du blé.

### Amérique du Sud
En Amérique du Sud, en 1836, il visite et étudie les plus importantes gisements de minéraux et remonte la côte ouest du Chili à la Californie. Témoin de la traite, il devient un puissant opposant au commerce des esclaves.

### Polynésie
Il visite plusieurs îles du Pacifique : à Hawaï, il gravit le Kilauea. Aux Marquises, il étudie les langues autochtones[réf. nécessaire].

### Australie
Début 1839, il se rend chez James Busby en Nouvelle-Zélande. Il arrive à Sydney en avril et se présente avec des lettres d'introduction adressées au gouverneur Gipps, qui le traitait avec une certaine réserve, ainsi qu'à Philip Parker King et Stuart Donaldson, qui deviennent ses amis proches.
Le 22 décembre 1839, Strzelecki part de Sydney, avec un serviteur, deux chevaux et une charrette pour Snowy Mountains, Port Phillip, Launceston et Hobart. Au passage il récupère James Macarthur. Les deux explorateurs sont d'accord pour unir leurs forces et partager les dépenses. En se dirigeant vers le sud, ils font une incursion dans le plus haut massif des montagnes enneigées. Le 12 mars 1840, Strzelecki, Macarthur et deux guides autochtones atteignent un sommet - probablement le mont Abbott. Strzelecki à l'aide de ses instruments determine lequel des six pics du massif est le plus élevé. Il nomme ce sommet et l'ensemble du massif mont Kosciuszko, en honneur de Tadeusz Kosciuszko, héros de l'insurrection nationale en Pologne et de la guerre d'indépendance des États-Unis. Macarthur commence à descendre mais Strzelecki entreprend la conquête du point le plus élevé.
Après avoir quitté les montagnes, ils entrent dans le pays que Strzelecki nommera Gippsland. La terre de la rivière Macalister à Westernport est alors complètement inconnu. Ils atteignent Lake King (nommé par Strzelecki d'après son ami le capitaine Philip Parker King). Ils traversent plusieurs ruisseaux à qui Strzelecki donne les noms de ses amis. Le plus grand d'entre eux, il a appelé la rivière La Trobe. Au fur et à mesure qu'ils avancent, le terrain devient de plus en plus très difficile, densément boisé et ils sont obligés d’abandonner leurs chevaux et tous les spécimens qu'ils avaient collectés pour tenter de parvenir à Western Port. Pendant 22 jours, ils souffrent de la faim, et finalement ne sont sauvés que par les connaissances et les capacités de chasse de Charley, un membre aborigène du groupe. Ils arrivent épuisés à Western Port le 12 mai 1840, puis le 28 mai à Melbourne. Strzelecki s'emploie immédiatement à préparer un rapport pour le gouverneur Gipps et publie une brochure avec la description de Gippsland complétée par la première carte de cette province.
De 1840 à 1842, Strzelecki explore presque toute la Tasmanie, le plus souvent à pied, accompagné de trois hommes et deux chevaux. Il explore les îles du Détroit de Bass et documente une grande partie de la géologie du pays, y compris ses gisements de charbon. Son ami intime, le gouverneur John Franklin lui apporte toute son aide dans ces projets scientifiques.
Strzelecki revient à Sydney le 2 octobre 1842, collecte des spécimens dans le nord de la Nouvelle-Galles du Sud et, le 22 avril 1843, repart pour l'Angleterre, en visitant au passage la Chine, les Indes et l'Égypte. Il quitte l'Australie après avoir parcouru 11 000 km à travers la Nouvelle-Galles du Sud, le Victoria et la Tasmanie, et en ayant étudié la géologie des lieux le long de son chemin.

### Consecration
De retour à Londres, il publie sa Physical Description of New South Wales and Van Diemen's Land in 1845. Cet immense travail lui vaut une reconnaissance mondiale, la Médaille d'Or et une place au sein de la société savante britannique Royal Geographical Society (il en devient membre en 1853). Cette publication de près de 500 pages est pendant plus de 50 ans, la référence et la principale source d'informations scientifiques sur l’Australie.
Strzelecki s'acquiert une large reconnaissance en tant qu'explorateur et scientifique mais il se distingue aussi en tant que philanthrope.

## L'aide pour l'Irlande
Vers la fin de 1846, la grande famine en Irlande est en cours et la British Relief Association récolte 500 000 livres de ses membres pour soulager les victimes. Strzelecki est nommé mandataire pour surveiller la distribution de biens dans les comtés de Sligo et de Mayo. Il se consacre à sa tâche avec succès, malgré le typhus. En 1847 et 1848, il continue son travail à Dublin en tant que représentant exclusif de l'association. Il aide les familles pauvres irlandaise[pas clair] à trouver une nouvelle vie en Australie. Il a aussi à son actif d'avoir aidé les soldats blessés pendant la guerre de Crimée (il connaissait personnellement Florence Nightingale).

## Mort
Strzelecki est mort d'un cancer en 1873. Dans son testament, il a demandé que tous ses papiers - journaux manuscrits, journaux intimes, notes, lettres et rapports - soient brûlés et qu'il soit enterré dans une tombe anonyme. Cette destruction de documents personnels obligent ses biographes à spéculer sur certains événements de sa vie.

## Prix et distinctions
- 1846 : La Médaille d'or de la Royal Geographical Society – Pour son exploration du Sud-Est de l'Australie
- 1849 : Le très honorable ordre du Bain -  En reconnaissance de ses services rendus en Irlande
- 1860 : Le titre de docteur honoris causa de l'Université d'Oxford
- La reine Victoria l'a décoré à deux reprises du commandant de l'Ordre de l'Empire Britannique et du commandant de l'Ordre de Saint-Michael et Saint-George.
- Sir Paweł Edmund Strzelecki a obtenu le titre de Lord à la cour britannique pour avoir découvert de l'or et d'autres métaux non ferreux en Australie.

## En son honneur
- En Australie
  - Chaîne Strzelecki (Strzelecki Ranges), au Victoria, où se trouve le village de Strzelecki. La ligne de chemin de fer Strzelecki passe dans la région jusqu'au village.
  - Mont Strzelecki, Territoire du Nord
  - Pic Strzelecki, Flinders Island
  - Strzelecki Highway, Victoria
  - Strzelecki Track, Australie-Méridionale
  - Désert de Strzelecki, Australie du Sud, Queensland, Nouvelle-Galles du Sud
  - Ruisseau Strzelecki (Strzelecki Creek) Australie-Méridionale
  - Point de vue Strzelecki, Newcastle
  - Parc national de Strzelecki (Strzelecki Regional Reserve) w obszarze Pustyni Strzeleckiego
- Au Canada
  - Strzelecki Harbour

## Ouvrages
- Physical Description of New South Wales. Accompanied by a Geological Map, Sections and Diagrams, and Figures of the Organic Remains (London, 1845).